# London Transport Board
London Transport Board, conegut com a London Transport fou una organització responsable del transport públic a Londres (Regne Unit) des de l'any 1963 fins al 1970. Fou creada arran de l'acta de 1962 de transport (Transport Act 1962) i va reemplaçar London Transport Executive.
S'encarregava del Metro de Londres, autobusos i autocars de l'àrea coneguda com a "London Passenger Transport Area". A partir de l'any 1970 la responsabilitat del transport públic passà a mans del consell del Gran Londres, anomenat Greater London Council (GLC).
| Precedit per: London Transport Executive | London transport authority 1963–1970 | Succeït per: GLC London Transport Executive |